# 福赛科技
芜湖福赛科技股份有限公司（英語：Wuhu Foresight Technology Co.,Ltd.；深交所：301529，简称：福赛科技），是中国深圳证券交易所的一家上市公司，主要从事汽车内饰件研发、生产和销售，主要产品包括内饰功能件和装饰件。

## 历史
公司前身为2006年成立的福赛有限，由陆文波、陆体超、殷敖金共同出资设立。2020年整体变更为股份有限公司并更为现名。2023年9月11日，在深圳证券交易所创业板挂牌上市。
2022年，公司实现营业收入6.93亿元，净利润9,076.72万元。